# Schierensee (Wankendorf)
Der Schierensee ist ein See im Kreis Plön im deutschen Bundesland Schleswig-Holstein südöstlich der Ortschaft Wankendorf. Er gehört zur Bornhöveder Seenkette, ist ca. 30 ha groß und bis zu 5,5 m tief. Seine Länge beträgt etwa einen Kilometer, an der breitesten Stelle ist er etwa 300 Meter breit.
Die Ufer des Sees werden durch dichten Laubbaumbestand dominiert, lediglich an der nordwestlichen Seite reichen Felder bis an das Seeufer heran.